# Relentless Retribution
Relentless Retribution — шестой студийный альбом филиппинно-американской трэш-метал-группы Death Angel, был выпущен 3 сентября 2010 года в Европе, 6 сентября в Соединенном Королевстве и 14 сентября в Америке. Диск был выпущен в виде Digipak с DVD. Relentless Retribution дебютировал на 45 месте немецкого чарта. В первый уикенд продаж в США,было продано 2700 копий альбома.

## Об альбоме
Запись Relentless Retribution проходила в студии Audiohammer Studios, Санфорд, Флорида, США. Над обложкой диска работал Брент Эллиот Уайт — известный своими работами с Arch Enemy, Job for a Cowboy, Carnifex, Whitechapel. Барабанщик Энди Гэлион покинул группу в апреле 2009 года, и этот альбом стал первой работой с Уиллом Кэрроллом на барабанах.
Художник Брент Эллиот Вайт о создании обложки альбома:
Первоначально темой этого альбома было предательство близких вам людей и ответная месть предавшим. После беседы с Робом Кавестани(гитара), мы пришли к выводу, что метафора - «волк в овечьей шкуре», наиболее полно раскрывает эту идею. Иллюстрирование предательства и мести в одном целом оказалось проблемой, но когда я прочитал лирику к песням, всё быстро встало на свои места.

## Список композиций
1. «Relentless Revolution» — 4:28
2. «Claws in so Deep» — 7:44
3. «Truce» — 3:31
4. «Into the Arms of Righteous Anger» — 4:31
5. «River of Rapture» — 4:35
6. «Absence of Light» — 4:32
7. «This Hate» — 3:33
8. «Death of the Meek» — 5:15
9. «Opponents at Sides» — 6:21
10. «I chose the Sky» — 4:06
11. «Volcanic» — 3:34
12. «Where They Lay» — 4:30

## Участники записи
- Марк Осегуеда — вокал
- Роб Кавестани — гитара, бэк-вокал
- Тэд Агилар — гитара
- Дэмьен Сиссом — бас-гитара
- Уилл Кэрролл — ударные
- Джейсон Сьюкоф — продюсирование, гитарное соло в «Truce»
- Rodrigo y Gabriela — акустическая гитара в «Claws in so Deep»

## Чарты
| Чарт (2010)                     | Место |
| ------------------------------- | ----- |
| Belgian Albums Chart (Wallonia) | 86    |
| Hungarian Albums Chart          | 9     |
| German Albums Chart             | 45    |
| French Albums Chart             | 95    |
| Swiss Albums Chart              | 70    |
| Top Independent Albums          | 48    |
| Top Heatseekers                 | 10    |
| Top Hard Rock Albums            | 25    |